# To Be Everywhere Is to Be Nowhere
To Be Everywhere Is to Be Nowhere è il nono album in studio del gruppo rock statunitense Thrice, pubblicato nel 2016.

## Tracce
1. Hurricane – 4:44
2. Blood on the Sand – 2:50
3. The Window – 3:34
4. Wake Up – 4:07
5. The Long Defeat – 4:11
6. Seneca – 1:00
7. Black Honey – 3:59
8. Stay with Me – 4:00
9. Death from Above – 3:37
10. Whistleblower – 3:26
11. Salt and Shadow – 6:08

## Formazione
- Eddie Breckenridge – basso, synth, cori, chitarra
- Riley Breckenridge – batteria
- Dustin Kensrue – voce, chitarra, synth, percussioni
- Teppei Teranishi – chitarra, synth, cori, tastiera